# Antje Meyer
Antje Susanne Meyer (* 15. Dezember 1957 in Hemer) ist eine deutsche Psychologin, Hochschullehrerin an der Radboud Universiteit Nijmegen und Direktorin des Max-Planck-Institut für Psycholinguistik in Nijmegen.

## Werdegang
Meyer studierte Psychologie, Philosophie und Anglistik an der Ruhr-Universität Bochum. Von 1984 bis 1988 arbeitet sie am Max-Planck-Institut für Psycholinguistik in Nijmegen und promovierte dort 1988. Anschließend wechselte sie in die USA, nahm an der  University of Arizona am Cognitive Science Program teil und forschte als Postdoktorandin am Psychology Department der University of Rochester in New York. Von 1989 bis 1992 arbeitet sie am Psychology Department der Radboud-Universität Nijmegen. Danach wechselte sie zurück an das Max-Planck-Institut für Psycholinguistik in Nijmegen. Von 2000 bis 2009 war sie erst Dozentin und dann Professorin für Psycholinguistik an der School of Psychology der University of Birmingham in UK.
Seit 2009 ist sie Direktorin am Max-Planck-Institut für Psycholinguistik in Nijmegen und Professorin für Individuelle Unterschiede in Sprachprozessen am Institut für Sozialwissenschaften der Radboud Universiteit Nijmegen.

## Forschung
Meyer ist experimentelle Psychologin, Psycholinguistin und eine Pionierin im Bereich der Sprachproduktion und Sprachverarbeitung. Sie war eine der ersten Forscherinnen, die untersucht haben, wie Menschen die Aufnahme von neuen Informationen mit dem Formulieren von Wörtern oder Geräuschen beim Beschreiben von Ereignissen kombinieren. Sie untersucht, wie Menschen Sprache in verschiedenen Zusammenhängen, wie z. B. im Alltagsdialog, verwenden und wie man gleichzeitig zuhören und eigenen Äußerungen planen kann. Sie interessiert sich dafür, wie und warum sich Menschen in ihren sprachlichen Fertigkeiten und Gewohnheiten unterscheiden und inwiefern individuelle Unterschiede im Sprachstil und in der Sprachfertigkeiten von allgemeinen kognitiven Fertigkeiten und der Intelligenz oder einer spezifischen Sprachbegabung abhängen. Ergebnisse ihrer Forschung werden für die Entwicklung von Sprachtests und Lehrmaterialien angewendet.

## Auszeichnungen
- seit 2018 Mitglied der Nationalen Akademie der Wissenschaften Leopoldina.[3]
- seit 2018 Mitglied der Royal Netherlands Academy of Arts and Sciences[4]
- seit 2014 Mitglied der Academia Europaea[5]
- seit 2009 Wissenschaftliches Mitglied der Max-Planck-Gesellschaft
- 1990 Heinz Maier-Leibnitz-Preis der Deutschen Forschungsgemeinschaft (DFG)